# Сторожевая собака
Сторожева́я собака — собака, которую обучили охранять территорию и имущество от вторжения людей или животных.
Такие собаки умны, поэтому они не нападают на знакомых людей.

## История

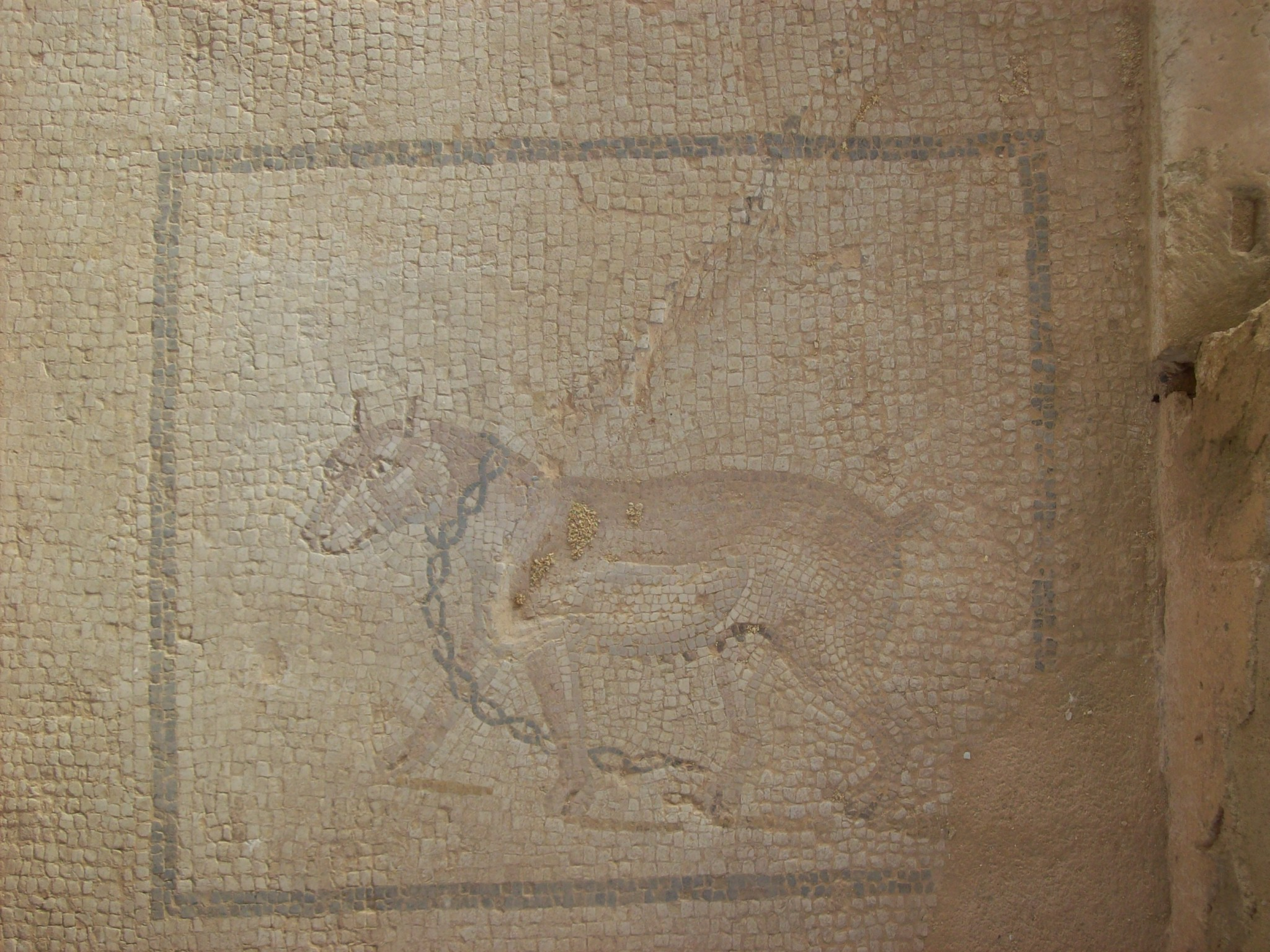
Римская мозаика большой цепной собаки (с подстриженными ушами и купированным хвостом) в Археологическом парке Лилибей, Марсала, Сицилия

Использование собак в качестве охранников известно с древних времён. Римляне обычно ставили мозаики у входа в дом, чтобы предупредить посетителей и злоумышленников о присутствии опасных собак на территории.
Одной из первых пород собак, использовавшихся в качестве охранников, были собаки мастиф, известные как собаки-хранители домашнего скота, а также защитники домашнего скота от крупных хищников, таких как волки, медведи и леопарды. Орф является известным примером охранника домашнего скота из греческой мифологии, известный как охранник красного рогатого скота Гериона.
Некоторые древние сторожевые собаки в более городских районах, такие как бандоги, были прикованы цепью в течение дня и выпускались только ночью для защиты имущества, лагерей и деревень.
Многие землевладельцы сознательно предпочитают не держать в своих владениях запугивающие виды сторожевых собак и собак крупных охотничьих пород.

## Лай

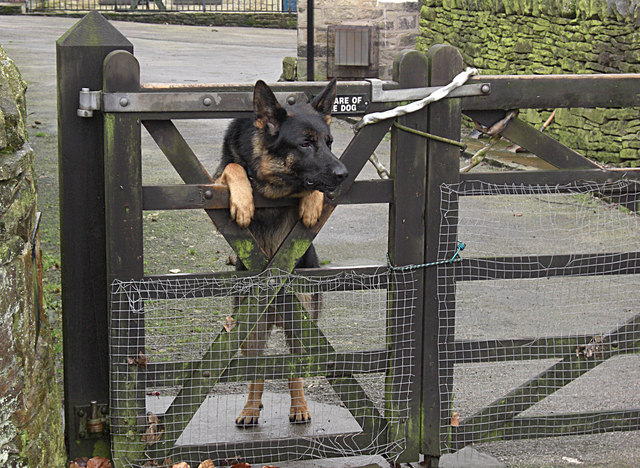
Немецкая овчарка охраняет имущество

Сторожевые собаки громко лают, чтобы предупредить своих владельцев о присутствии злоумышленника и отпугнуть его, затем собака способна атаковать и/или сдерживать нарушителя.
Собаки-охранники домашнего скота часто бывают достаточно большими (45—90 кг) и сильными, чтобы атаковать и отгонять хищников от домашнего скота. Некоторые мелкие породы (такие как тибетские терьеры) являются отличными сторожевыми собаками, но не охранниками скота, потому что они громко лают, чтобы предупредить своих хозяев о злоумышленниках, но физически малы и не склонны к агрессивному поведению. Охранные собаки будут лаять, чтобы предупредить своего хозяина и сообщить о приближающейся угрозе для животного или человека до того, как они перехватят нарушителя. Они отличаются от небольших сторожевых собак тем, что не продолжают лаять — они принимают меры.
Следующие породы являются лучшими сторожевыми собаками в лае:
- Доберман
- Немецкая овчарка
- Немецкий шпиц
- Цвергшнауцер
- Шотландский терьер
- Вест-хайленд-уайт-терьер

Дрессировка сторожевой собаки с канарским догом

Если есть риск нападения злоумышленников, подходящую собаку можно просто обучить быть агрессивной по отношению к незнакомцам, а затем привязать или замкнуть её без присмотра в зоне, которую владелец хочет защитить, когда его нет рядом (например, ночью). Если целью собаки является защита от вторжений людей после наступления темноты, большая собака тёмного цвета в тёмном доме (при выключенном освещении) получает преимущество перед грабителем.
Считается, что, из-за материнских инстинктов, самки, как правило, становятся лучшими личными опекунами по сравнению с кобелями, но кобели лучше охраняют, потому что у них более высокий территориальный инстинкт. Это может быть правдой в целом, но все собаки индивидуальны. Защищаясь от волков, крупные кобели, как правило, лучше справляются с крупными особями.
Несмотря на естественную склонность к функции охраны, специальное обучение необходимо для любой такой собаки.

## Породы
Многие известные в настоящее время сторожевые собаки начинали как сельскохозяйственные собаки общего назначения, но постепенно развивались в сторожевые породы. Некоторые породы собак, такие как доберман и бразильский дог, были тщательно разработаны с самого начала для службы охраны.
У многих пород сторожевых собак больше ДНК молоссов или мастифов. Это подтверждается исследованием ДНК, проведенным на более чем 270 чистокровных собаках. Это предполагает, что 13 древних пород распались на ранних стадиях, после чего была создана группа собак мастиф. Несмотря на это, сторожевые собаки не ограничиваются мастифами. Другие собаки, такие как некоторые овчарки, шпицы, пастушьи собаки и некоторые другие, также являются отличными сторожевыми собаками, а также полезны в качестве многофункциональных собак, выступающих в качестве служебных собак, собак личной защиты, полицейских собак, спортивных собак, таких как собаки шутцхунд, и т. п.
Породы сторожевых собак имеют тенденцию быть территориальными, отвращаться к незнакомцам, доминировать, защищать и при этом быть верными опекаемой семье. Например, у бразильского фила репутация очень нетерпимого к незнакомцам и гостям дома и в собственности. К другим жестоким сторожевым собакам относятся породы и местные породы овчарки и другие сторожевые собаки, такие как бурбуль.
Против некоторых особенно агрессивных пород чаще всего принимают специальные законы, запрещающие их в некоторых общинах или даже целых странах.